# Paratrotonotus
Paratrotonotus is een geslacht van vlinders van de familie tandvlinders (Notodontidae), uit de onderfamilie Notodontinae.

## Soorten
- P. medjensis (Holland, 1920)
- P. ogovensis (Holland, 1893)